# Christian Mejdahl
Christian Mejdahl (ur. 31 grudnia 1939 w Tvøroyri) – duński polityk, rolnik i samorządowiec, działacz partii Venstre, długoletni poseł do Folketingetu, w latach 2003–2007 jego przewodniczący.

## Życiorys
Urodził się na Wyspach Owczych. Absolwent szkoły rolniczej Hammerrum Landbrugsskole (1962), w latach 1965–2000 prowadził własne gospodarstwo rolne. Zaangażował się w działalność polityczną w ramach liberalnej partii Venstre. Był radnym (1970–1988) i burmistrzem (1974–1987) miasta Løgstør. Od 1987 do 2007 sprawował mandat deputowanego do Folketingetu. W latach 1990–2001 był wiceprzewodniczącym, od 2001 do 2003 przewodniczącym frakcji parlamentarnej Venstre. W marcu 2003 wybrany na przewodniczącego parlamentu po śmierci Ivara Hansena, funkcję tę pełnił do listopada 2007.